# Verband kirchlicher Archive

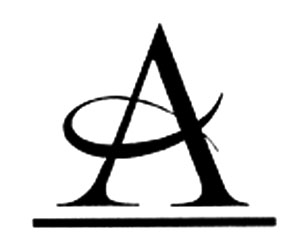
Logo des Verbands Kirchlicher Archive in der Arbeitsgemeinschaft der Archive und Bibliotheken in der evangelischen Kirche

Der Verband kirchlicher Archive ist Teil der Arbeitsgemeinschaft der Archive und Bibliotheken in der evangelischen Kirche (AABevK). Dem Verband gehören 68 evangelische Archive an, dazu zählen insbesondere landeskirchliche Archive, Diakonie- und Missionsarchive.
Die Geschäftsstelle des Verbands kirchlicher Archive ist im Evangelischen Zentralarchiv in Berlin, Bethaniendamm 29, 10997 Berlin angesiedelt, die Leitung liegt in den Händen von Henning Pahl.

## Aufgaben
Der Verband erfüllt Aufgaben, die von einzelnen Archiven nicht geleistet werden können. Dazu gehören die Diskussion von Grundsatzfragen in Archivrecht und Archivtechnik, die Herausgabe der Verbandszeitschrift Aus evangelischen Archiven, die Organisation von Fortbildungsveranstaltungen sowie Kontakte zum Verband deutscher Archivarinnen und Archivare und zu den katholischen Kollegen in der Bundeskonferenz der kirchlichen Archive in Deutschland.

## Geschichte
Als Teilverband gehört der Verband kirchlicher Archive zusammen mit dem Verband kirchlich-wissenschaftlicher Bibliotheken seit 1979 zur AABevK. Die Arbeitsgemeinschaft ist eine Einrichtung der Evangelischen Kirche in Deutschland (EKD) mit Satzung und eigenem Haushalt.

## Leiter
| 1980–1992 | Hermann Kuhr       |
| 1992–1998 | Hans Otte          |
| 1998–2004 | Michael Häusler    |
| 2004–2016 | Bettina Wischhöfer |
| 2016–2021 | Udo Wennemuth      |
| seit 2021 | Henning Pahl       |